# 従容録
『従容録』（しょうようろく）は、モンゴル帝国時代の仏教書。燕京従容庵の万松行秀編。六巻。1223年成書。

## 概要
万松老人評唱天童覚和尚頌古従容庵録ともいう、曹洞宗で重んずる公案集で、宏智正覚の頌古百則に、序論的批評（垂示）、部分的短評（著語）、全体的評釈（評唱）を加える。